# Gomorkān
Gomorkān (persiska: گمركان, گومَرگَن, گمرگان, Gomargān) är en ort i Iran.   Den ligger i provinsen Teheran, i den nordvästra delen av landet, 70 km väster om huvudstaden Teheran. Gomorkān ligger 1 360 meter över havet och antalet invånare är 270.
Terrängen runt Gomorkān är kuperad norrut, men söderut är den platt. Runt Gomorkān är det ganska glesbefolkat, med 36 invånare per kvadratkilometer. Närmaste större samhälle är Māhdāsht, 17,3 km öster om Gomorkān. Trakten runt Gomorkān består i huvudsak av gräsmarker.